# Julian Lewis Jones
Julian Lewis Jones est un acteur britannique né en août 1968 à Anglesey au Royaume-Uni. Marié à Kim Jones, il a joué dans Invictus en 2009 où il a incarné le rôle du garde du corps de Nelson Mandela. Il a aussi tourné dans les films comme Braquage à l'anglaise en 2008, dans L'aigle de la neuvième légion en 2011, dans Under Milk Wood en 2015, dans Zero Dark Thirty en 2012 et dans Solomon and Gaenar en 1999.

## Filmographie
- 2009 : Invictus
- 2011 : L'Aigle de la Neuvième Légion (The Eagle)
- 2012 : Stella (téléfilm)
- 2015 : Under Milk Wood
- 2017 : Justice League de Zack Snyder : Le roi Atlan
- 2019 : L'Ombre de Staline (Mr. Jones) d'Agnieszka Holland : Major Jones
- 2021 : Zack Snyder's Justice League : Le roi Atlan